# Seidelia firmula
Seidelia firmula là một loài thực vật có hoa trong họ Đại kích. Loài này được (Prain) Pax & K.Hoffm. miêu tả khoa học đầu tiên năm 1914.